# Гридчинхолл
Гридчинхолл (англ. Gridchinhall) — арт-центр, частная галерея современного искусства, одна из первых российских художественных резиденций. Основанный предпринимателем и коллекционером Сергеем Гридчиным, Гридчинхолл ориентируется на развитие оригинальных проектов, созданных в резиденции или в сотрудничестве с арт-центром.
Гридчинхолл был открыт 19 сентября 2009 года на участке Гридчина в селе Дмитровское. Здание выставочного зала возведено по проекту Сергея Гридчина при участии профессиональных архитекторов, некоторые изменения вносились в проект в процессе строительства. На момент открытия Гридчинхолл был самым большим выставочным пространством для современного искусства в Подмосковье. Его общая площадь — около 400 м².

## Деятельность
Праобразом Гридчинхолла, по словам основателя, выступили загородные офисы архитектурных мастерских и старинные купеческие дома, на первых этажах которых располагались торговые лавки. В Гридчинхолле пространство для жизни совмещено с выставочными площадями и рабочим пространством. Офис Гридчинхолла расположен в старинной избе-пятистенке, перенесённой при строительстве арт-центра вглубь участка.
Гридчинхолл выставляет и продаёт работы как молодых, так и уже состоявшихся авторов. Арт-центр предоставляет художникам мастерскую, где они живут и работают, а созданные произведения искусства становятся основой персональных и коллективных экспозиций. Некоторые работы остаются в постоянной экспозиции арт-центра.
Гридчинхолл также занимается просветительской и культурологической деятельностью. В арт-центре проводятся мероприятия, объединяющие художников, кураторов, коллекционеров и критиков, проходят экскурсии для студентов творческих специальностей.
По словам Гридчина, одна из задач арт-центра — воспитание бизнес-подхода в самих художниках.

## Выставки
2025
- Апрель — «Два неба», Дмитрий Шорин, Андрей Двин[11]

2024
- Октябрь – ноябрь — «Однажды в сияющем лесу», Владимир Григ[12]
- Март – сентябрь — «В свое время, на своем месте», коллективная выставка художников галереи (куратор Антон Марьясов)[13]

2023
- Июль – декабрь — «Два мира», Дмитрий Шорин, Андрей Двин[14]
- Апрель – июль — «Связи: реконструкция», Ася Феоктистова[15]

2022
- Ноябрь – март 2023 — «Надежды зеленого мандарина», коллективная выставка (куратор Ирина Горлова)[16]
- Август – сентябрь — «Книга Адама», Алексей Дубинский[17]
- Май — «Хрупкие трансформации, решительно меняющие смысл происходящего», Ася Феоктистова[18]

2020
- Февраль – апрель — «Round Around», Олег Хвостов, Валентин Коржов (пространство Cube.Moscow)[19]

2019
- Ноябрь – февраль 2020 — «Детомон. Рассказы в картинках», Владимир Григ (пространство Cube.Moscow)[20]
- Март – апрель — «Тает», Катерина Ковалева, Катя Рожкова (пространство Cube.Moscow)[21]

2017
- Апрель – июнь — «Приехали», Владимир Григ[22]

2016
- Декабрь — «Низкая облачность», Ольга Субботина, Михаил Павлюкевич[23]
- Октябрь – ноябрь — «Движение против течения ведёт к истокам», Ксения Кудрина[24]
- Сентябрь – октябрь — «Я не хочу стареть», Ирина Дрозд[25]
- Июль – август — «История одного белого дома», Катя Царева[26]
- Июль — «Пере-версия мифа», Анастасия Русса[27]
- Май – июнь — «Эхинацеи и циннии», Олег Маслов[28]
- Март – май — «Хуже, чем ничего», Анна Жёлудь[29]
- Январь – февраль — «От Тотема До Мема», Мария Арендт, Франческа Ломбарди и Джакомо Фавилла, Иван Михайлов, Михаил Павлюкевич и Ольга Субботина, Александр Подобед, Наташа Юдина[30]

2015
- Декабрь – январь 2016 — Cosmos Cows, Олег Хвостов[31]
- Сентябрь – октябрь — «Кто я? Где я?», Владимир Григ
- Июнь – июль — «Предсказывая прошлое», Стасс Шпанин

2014
- Ноябрь – январь 2015 — «Мой Кремль», «Вещие вещи», Наташа Юдина[32][33][34]
- Июнь – август — «Иллюзия страшнее реальности», Иван Плющ и Ирина Дрозд (параллельная программа IV Московской международной биеннале молодого искусства)[35][36][37]
- Май — «Скупой русский пейзаж», Никита Алексеев и Борис Матросов[38][39]

2013
- Сентябрь — «Заумь трактор», Соня Либер и Дэвид Чесворт (параллельная программа Пятой московской биеннале современного искусства)[40]

2012
- Декабрь – январь 2013 — «18+», Наталья Юдина[41]
- Август – сентябрь — «Последняя выставка», Анна Жёлудь[42]
- Сентябрь – октябрь — «Citius, Altius, Fortius! Commodification» в ЦТИ «Фабрика», Мария Агуреева (совместный проект)[43]
- Июнь — «Июньская живопись», Никита Алексеев
- Апрель – июнь — «The carpet is the message», Николай Бахарев, Алладин Гарунов, Фаиг Ахмед, Таир Салахов, AES+F, куратор Мария Кравцова[44][45]
- Апрель — «Птицы Подмосковья» в Государственном Дарвиновском музее, Никита Алексеев[46]
- Январь – март — «Phase I», Лилия Лифанова[47]

2011
- Декабрь – март 2012 — «Бумажные часовни», Никита Алексеев[48][49][50]
- Июль – октябрь — «Стыд», Вика Бегальская[51]
- Апрель – июнь — «Терзания Варвары», Юлия Косульникова[52][53][54][55]
- Февраль – март — «Формоцвет», Мария Агуреева (совместная выставка с AlGallery (Санкт-Петербург))[56]

2010
- Декабрь – март 2011 — «Абсолютная живопись», Олег Хвостов[57]
- Октябрь – декабрь — «Стоит», Сергей Воронцов[58][59]
- Апрель – июль  — «Волос Кулика», Дмитрий Каварга[60]
- Февраль – март — «Red People. Арт Конструктор», Pprofessors[61]

2009
- Сентябрь – декабрь — «Рисунки Рембрандта», Дмитрий Гутов[62].

В нескольких выставочных проектах Гридчинхолла принимали участие приглашенные кураторы: Михаил Сидлин, Александр Евангели, Ирина Горлова, Мария Кравцова. Ряд проектов, созданных в Гридчинхолле, были высоко оценены арт-сообществом:
- «Волос Кулика» был номинирован на премию Кандинского[63], «Последняя выставка» Анны Жёлудь в 2012 году номинировалась на конкурс «Инновация» в категории «Произведение визуального искусства»[64].
- «Красные человечки» Pprofessors размещались в Перми по инициативе Марата Гельмана, директора Пермского музея современного искусства, экспонировались в Санкт-Петербурге и школе «Сколково»[65].

- Трёхметровый «человечек», расположенный на крыше Гридчинхолла был ранее установлен на берегу Истры возле Ильинского шоссе. Местные власти и владельцы земли не высказали протеста, но спустя три месяца местные жители трактором опрокинули скульптуру[66].

- Часть экспозиции «Абсолютная живопись» — московский Кремль из картонных коробок — была передана телеканалу «Дождь» и служила интерьером передачи «Министерство Культуры»[67]. Впоследствии «Кремль» был передан в Московский музей современного искусства[68].

|                                                                           |  |  |  |
| Слева направо: выставочное пространство, мастерская, Сергей Гридчин, офис |  |  |  |